# Gattatico
Gattatico es un municipio situado en el territorio de la provincia de Reggio Emilia, en Emilia-Romaña (Italia).

## Demografía
| Gráfica de evolución demográfica de Gattatico entre 1861 y |
|                                                            |
| Fuente ISTAT - elaboración gráfica de Wikipedia            |

- Datos: Q111197
- Multimedia: Gattatico / Q111197

1. ↑  Worldpostalcodes.org, código postal n.º 42043.
2. ↑  «Codici Catastali». Comuni-italiani.it (en italiano). Consultado el 29 de abril de 2017.